# Toemnin (rivier)
De Toemnin (Russisch: Тумнин) is een rivier in Rusland, in de kraj Chabarovsk. De naam van de rivier komt uit het Orotsjisch en betekent "diep". De rivier ontspringt op de noordelijke hellingen van de berg Kroetoj (1268 meter) in de Chomirug in het noorden van de Sichote-Alin en stroomt vandaar uit naar de Dattabaai van de Tatarensont (Japanse Zee). Bij de monding vormt zich een estuarium met een breedte van 600 meter. De Toemnin is een typische bergrivier, die alleen in de benedenloop een valeiachtig karakter heeft. Tot de instroom van de Moeli vlechtende rivier vormt. Op de linkeroever van de rivier bevindt zich de gelijknamige zakaznik Toemninski.
Zijrivieren van de Toemnin zijn de Latsjama, Choedjami, Choetoe, Chaoe, Goedjoemoe, Akoer, Moeli, Moeni, Choe, Toen, Tsjitsjamar, Dzjegdag, Aty, Oetoeni, Goelmamse, Kema, Larga soe-1, Larga soe-2 en Saloli.
Langs een deel van de Toemnin loopt de spoorweg tussen Komsomolsk aan de Amoer en Sovjetskaja Gavan. In de benedenloop wonen Orotsjen (onder andere in het dorp Oeska-Orotsjkaja).

## Vissoorten
De rivier is rijk aan vis. Het vormt het broedgebied van Acipenseridae (steuren) en zalmen. De belangrijkste ichthyofauna van de Toemnin bestaat uit salvelinus malma curilus (Russisch: malma), Salvelinus leucomaenis (Russisch: Koendzja), Sachalinse taimen (Hucho perryi), Mongoolse vlagzalm (Thymallus brevirostris), roze zalm (oncorhynchus gorbuscha), Japanse zalm (Oncorhynchus masou), chumzalm (Oncorhynchus keta) en tribolodon hakuensis (alleen in de benedenloop). Het is verder de enige rivier in Rusland waar nog groene steur (acipenser medirostris) voorkomt.